# Afrocelestis evertata
Afrocelestis evertata är en fjärilsart som beskrevs av László Anthony Gozmány. Afrocelestis evertata ingår i släktet Afrocelestis och familjen äkta malar. Inga underarter finns listade i Catalogue of Life.